# De Windvogel
De Windvogel est une coopérative néerlandaise de personnes qui milite pour un approvisionnement énergétique durable prioritairement à partir l'énergie éolienne.

## Histoire
L'association a été fondée en 1991 dans la municipalité de Reeuwijk en Hollande-Méridionale.
En 1993, l'association installe son premier moulin à vent, appelé "De Windvogel". Il s'agit d'une éolienne bipale d'une capacité de 80 kW du constructeur néerlandais Lagerwey. Après 22 ans de service, la turbine a été désinstallée en décembre 2015 pour des raisons de sécurité en raison de sa vieillesse. Des projets de remplacement par une éolienne plus moderne et plus puissante (2 MW) ont été arrêtés par le conseil municipal.
En 2015, la coopérative a fourni 8 845 080 kWh d'électricité propre à plus de 3 000 foyers.
En 2016, l'association compte plus de 3300 membres, qui possèdent ensemble six éoliennes et deux champs solaires.

## Communication

### Partenaires européens
A l'échelon européen, De Windvogel travaille en lien avec des fournisseurs coopératifs d'énergie renouvelable comme Ecopower en Belgique, Som Energia en Espagne et Enercoop en France. En 2013, ils fondent la fédération européenne des coopératives d'énergie renouvelable REScoop.eu et Rescoop Mecise.